# La vendetta dei nani
La vendetta dei nani è il terzo romanzo del ciclo La Saga della Terra Nascosta di Markus Heitz iniziato nel libro Le cinque stirpi, scritto nel 2005 e tradotto in Italia nel 2008.

## Trama
Dopo l'ultima grande battaglia sembra che la Terra Nascosta sia stata finalmente liberata da tutte le forme del male; l'Eoîl, infatti, nella sua brama di purezza assoluta, ha cancellato tutte le creature del male usando la Stella del Giudizio. L'immenso potere dell'incantesimo è stato poi racchiuso in una gemma, di cui sono state prodotte varie copie da distribuire nei vari regni della Terra Nascosta: dato che nessuno sa quale sia la vera pietra, chi dovesse avere intenzione di rubarla non avrà vita facile. Sembra però che un gruppo di ladri misteriosi non si sia lasciato intimidire da questa precauzione, perché i luoghi di custodia delle pietre stanno subendo, uno ad uno, infallibili attacchi. Sarà compito di Tungdil e dei suoi compagni sconfiggere la nuova minaccia, ma prima di tutto l'eroe della Terra Nascosta dovrà ritrovare la voglia di vivere, che sembra aver perso per motivi misteriosi...

## Edizioni
- Markus Heitz, La vendetta dei nani, Editrice Nord, 2008.